# Yeasayer
Yeasayer  (ˈjeɪˌseɪ.ə˞) est un groupe de rock indépendant américain, originaire de Brooklyn, à New York. Il est formé en 2006, et joue un mélange de rock expérimental combinant New Weird America et indie pop.

## Biographie

### Formation etAll Hour Cymbals
Les trois principaux membres, Chris Keating, Ira Wolf Tuton et Anand Wilder, attirent l'attention après être apparus au festival SXSW au début de 2007. Keating et Wilder étudiaient et jouaient ensemble au lycée Park School of Baltimore. La formation du groupe est relativement unique, avec Keating et Wilder au chant et à la composition et le groupe au complet à la production des morceaux. Wilder, qui jouait du violoncelle à quatre ans, décrit sa manière de composer à Pitchfork : « Quand j'écris une chanson, je pense toujours aux harmonies ; pour moi, la chanson n'existe pas sans harmonie. Par exemple, Forgiveness serait une mélodie ennuyeuse sans chœur derrière. »
Leur premier single comprend les morceaux en double face A Sunrise et 2080. Ces deux morceaux apparaissent sur leur premier album All Hour Cymbals, qui est publié en octobre 2007 via We Are Free. Le groupe lui-même décrit son style sous le terme de « Middle Eastern-psych-snap-gospel ». Wilder dit s'inspirer des « bandes son de Bollywood des années '70, des albums de Mapfumo, et de la musique celtique. »
En soutien à leur premier album, le groupe se popularise pour ses performances, qui incluent souvent des visuels psychédéliques. En 2008, Yeasayer tourne avec MGMT et Man Man et joue en soutien à Beck. La même année, il donne un concert public a cappella, Take Away Show, dans le métro de Paris. Le groupe joue au Lollapalooza, au Pitchfork Music Festival, à l'Austin City Limits Festival, au Bonnaroo, au Sasquatch! Music Festival, et aux Reading and Leeds Festivals. En 2009, Yeasayer contribue avec le morceau Tightrope à l'album Dark Was the Night produit par la Red Hot Organization.

### Odd Blood
Soutenu par les labels Secretly Canadian et Mute Records, Yeasayer publie son deuxième album, Odd Blood, en février 2010, qui est plus axé pop que ses prédécesseurs. Keating explique que ce premier album a « dépassé le mur du son. » En février 2010, Yeasayer apparait pour la première fois dans la 66e édition du magazine The Fader.
L'album est bien accueilli par la presse et le public, étant notamment classé dans plusieurs listes de fin d'année comme celle du Time, de Spin, et Under the Radar,,. En janvier 2011, The Hype Machine nomme Yeasayer groupe le plus blogué de 2010. Des morceaux issus de Odd Blood wsont inclus dans des films et séries télévisées comme 90210, America's Next Top Model, The Good Wife, et le film Pitch Perfect (2012),.
Le groupe tourne intensément pour Odd Blood, apparaissant à divers grands festivals comme le Coachella Music Festival, le Pinkpop néerlandais, et le Lowlands Festival, Latitude Festival en Angleterre, et le festival australien Splendour in the Grass. En avril 2011, Yeasayer sort End Blood participant au Record Store Day.

### Fragrant World
En mai 2011, le groupe joue sa nouvelle chanson, Devil and the Deed, au talk show de Conan O'Brien. Le 21 août 2012, Yeasayer sort Fragrant World. Le groupe envoie la version Henrietta directement à 200 fans au hasard en format CD,. Toujours en soutien à l'album, Yeasayer joue le single Longevity au Late Night with Jimmy Fallon la nuit avant sa sortie.
À peu près de la même manière, Odd Blood qui se distingue de All Hour Cymbals, Fragrant World assiste à un son nouveau du groupe. Pour Wolf Tuton, Odd Blood étant plus axé pop, Fragrant World se différencie délibérément. Le 21 juillet 2013, le groupe poste un message sur Facebook disant travailler sur un quatrième album. Wilder confirme plus tard que le groupe entrera en studio pour l'hiver 2013. Le 12 novembre 2013, le groupe publie Good Evening, Washington D.C., une compilation de morceaux live enregistrés au 9:30 Club.

### Amen and Goodbye
Le 7 janvier 2016, le groupe annonce un album intitulé Amen and Goodbye le 1er avril 2016. Ils sortent aussi le clip de I Am Chemistry. Le 10 février 2016, Yeasayer publie un clip qui explore la réalisation de la couverture de l'album et du nouveau single, Prophecy Gun. Le clip comprend des sculptures de figures publiques comme Donald Trump, Caitlyn Jenner, et Mark Twain, et est décrit par le groupe comme « Sgt. Pepper qui rencontre Hieronymous Bosch qui rencontre Dali qui rencontre Pee-Wee's Playhouse. » Le 2 mars 2016, le groupe sort son troisième single Silly Me.

## Apparitions
Leur single O.N.E apparait dans la bande son de l'émission française Grand Journal. Le groupe apparait aussi dans la bande son du jeu vidéo FIFA 11, dans l'épisode 6 saison 2 de The Good Wife, dans la bande originale du film Projet X, et également dans la bande son du jeu Grand Theft Auto V.

## Discographie

### Albums studio
- 2007 : All Hour Cymbals (We Are Free)
- 2010 : Odd Blood (Mute Records)
- 2012 : Fragrant World (Mute Records)
- 2016 : Amen and Goodbye (Mute Records)
- 2019 : Erotic Reruns (Yeasayer Records)

### Singles
- 2007 : Sunrise / 2080
- 2007 : Wait for the Summer
- 2009 : Ambling Alp
- 2010 : O.N.E.
- 2010 : Madder Red
- 2011 : I Remember
- 2012 : Henrietta
- 2016 : I Am Chemistry

### EP
- 2011 : End Blood

### Collaborations
- Two Suns de Bat For Lashes (coproduction)
- Dark Was the Night (compilation)